# Діогу Гонсалвіш
Діогу Гонсалвіш (порт. Diogo Gonçalves, нар. 6 лютого 1997, Алмодовар) — португальський футболіст, нападник клубу «Бенфіка».
Виступав, зокрема, за «Ноттінгем Форест», а також юнацьку збірну Португалії.

## Клубна кар'єра
Народився 6 лютого 1997 року в місті Алмодовар. Вихованець юнацьких команд футбольних клубів «Ферреїрас», «Бенфіка».
У дорослому футболі дебютував 2015 року виступами за команду «Бенфіка Б», в якій провів два сезони, взявши участь у 86 матчах чемпіонату. 
Своєю грою за цю команду привернув увагу представників тренерського штабу клубу «Бенфіка», до складу якого приєднався 2017 року. Виступає за лісабонський клуб і досі.
2018 року на правах оренди виступав за «Ноттінгем Форест». 
Протягом 2019—2020 років захищав кольори клубу «Фамалікан» також на правах оренди.

## Виступи за збірні
2012 року дебютував у складі юнацької збірної Португалії (U-15), загалом на юнацькому рівні взяв участь у 58 іграх, відзначившись 12 забитими голами.

## Статистика виступів

### Статистика клубних виступів
| Сезон                 | Команда               | Чемпіонат             | Чемпіонат | Чемпіонат | Національний кубок | Національний кубок | Національний кубок | Континентальні кубки | Континентальні кубки | Континентальні кубки | Інші змагання | Інші змагання | Інші змагання | Усього | Усього |
| Сезон                 | Команда               | Ліга                  | Ігор      | Голів     | Ліга               | Ігор               | Голів              | Ліга                 | Ігор                 | Голів                | Ліга          | Ігор          | Голів         | Ігор   | Голів  |
| --------------------- | --------------------- | --------------------- | --------- | --------- | ------------------ | ------------------ | ------------------ | -------------------- | -------------------- | -------------------- | ------------- | ------------- | ------------- | ------ | ------ |
| 2014–15               | «Бенфіка B»           | СЛ                    | 10        | 1         |                    | -                  | -                  | ЮЛ                   | 8                    | 2                    |               | -             | -             | 18     | 3      |
| 2015–16               | «Бенфіка B»           | СЛ                    | 36        | 6         |                    | -                  | -                  | ЮЛ                   | 6                    | 7                    |               | -             | -             | 42     | 13     |
| 2016–17               | «Бенфіка B»           | СЛ                    | 35        | 3         |                    | -                  | -                  | ЮЛ                   | 5                    | 2                    | -             | -             | -             | 40     | 10     |
| 2017–18               | «Бенфіка B»           | СЛ                    | 5         | 0         |                    | -                  | -                  |                      | -                    | -                    | -             | -             | -             | 5      | 0      |
| Усього за «Бенфіку B» | Усього за «Бенфіку B» | Усього за «Бенфіку B» | 86        | 15        |                    | -                  | -                  |                      | 19                   | 11                   |               | -             | -             | 105    | 26     |
| 2017–18               | «Бенфіка»             | СЛ                    | 7         | 0         | КПЛ                | 1                  | 0                  | ЛЧ                   | 4                    | 0                    |               | -             | -             | 12     | 0      |
| 2018–19               | «Ноттінгем Форест»    | ЧФЛ                   | 7         | 0         | КА+КЛ              | 0+3                | 0                  |                      | -                    | -                    |               | -             | -             | 10     | 0      |
| 2019–20               | «Фамалікан»           | ПЛ                    | 27        | 5         | КП+КЛ              | 5+1                | 2+0                |                      | -                    | -                    |               | -             | -             | 33     | 7      |
| 2019–20               | «Бенфіка»             | СЛ                    | 2         | 0         | КП+КПЛ             | 0                  | 0                  | ЛЄ                   | 2                    | 0                    |               | -             | -             | 4      | 0      |
| Усього за «Бенфіку»   | Усього за «Бенфіку»   | Усього за «Бенфіку»   | 9         | 0         |                    | 1                  | 0                  |                      | 6                    | 0                    |               | -             | -             | 16     | 0      |
| Усього за кар'єру     | Усього за кар'єру     | Усього за кар'єру     | 129       | 20        |                    | 10                 | 2                  |                      | 25                   | 11                   |               | -             | -             | 164    | 33     |

## Титули і досягнення
- Володар Суперкубка Португалії (1):

«Бенфіка»: 2017
- Чемпіон Данії (1):

«Копенгаген»: 2022-23
- Володар Кубка Данії (1):

«Копенгаген»: 2022-23